# サバヒー
サバヒー（虱目魚、Chanos chanos）は、ネズミギス目サバヒー亜目サバヒー科サバヒー属に属する魚のことであり、サバヒー科唯一の種でもある。台湾料理の代表的な魚の一つ。

## 名称
漢字は虱目魚と書く。
身がミルクのように白い色をしていることから、英語圏ではミルクフィッシュ（Milkfish）と呼ばれている。

### 名前の由来

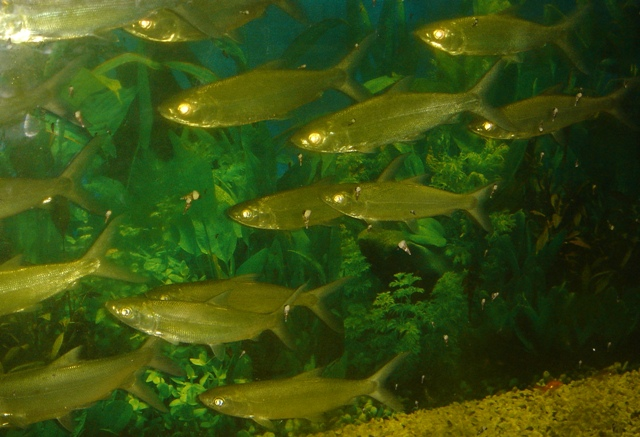
群れで泳ぐサバヒーの幼魚

「サバヒー」は「虱目魚」を台湾語読みした　白話字：sat-ba̍k-hî(サッバッヒー、ここでのtとkは日本人には促音に聞こえる内破音を表す)
の訛りである。名前の由来について、足立倫行著『アジア海道紀行』（文春文庫）では、この魚の両目が脂肪性の膜で覆われているためもともとは「塞目魚（サッバッヒー）」と呼びならわしていたものが、後に同じ音である「虱目魚」の字が当てられるようになったという説が紹介されている。なお一般には、鄭成功がこの魚をはじめて食べたときに、あまりの美味しさに泉州訛りの台湾語で「（これは）なんという魚か（啥物魚：sia-mi hi:シャミヒ）？」と質問したのを地元の人が「サバヒー？」と聞き間違えたことが名前の由来となったといった俗説も広く流布しているようである。
台湾では大衆魚として古くから親しまれており、「国姓魚」（「国姓爺」鄭成功にちなんで。「国聖魚」と表記することもある）、「安平魚」（台南市の安平漁港周辺が有名な産地だったため）、「麻虱目」、「海草魚」などの別名でも呼ばれている。なお、バシー海峡を挟んだ隣国のフィリピンでも、国魚と呼ばれるほどよく食べられている（「料理方法」の項を参照）。タガログ語では「バングス」（Bangus）、インドネシア語及びマレーシア語、オランダ語(インドネシア語からの借用)では「バンデン」（Bandeng）、ハワイ語では「アワ＝アワ」（Awa-Awa）と呼ばれる。

## 特徴
サバヒーは主にインド洋から西太平洋の熱帯及び亜熱帯水域に広く生息している。形態的には、ニシンやイワシの仲間に比較的近い。成魚の体長は通常1m前後であるが、自然の状態では最大1.7mほど（寿命約20年）にまで達するものも中にはある（養殖の場合はそれよりもかなり小ぶりであり、通常30〜40cm程度で出荷している）。ほっそりした体型で尾鰭の切れ込みが深く、両葉が細長くなっている。藍藻、珪藻、緑藻など藻類を主なえさにしており、口が小さく歯はない。海水魚であるが、広塩性で河川のような淡水域でも生息可能である。このため、通常は沿岸部に生息しているが、河口部などの汽水域や、ときに河川などの淡水域に進入してくることもある。普段は群れを作らず深いところを泳いでおり、魚網にかかることが少ないため、天然魚を目にする機会はあまりない（市場などで売られているのはそのほとんどが養殖魚）。産卵期になると、台湾の南部海岸一帯などに稚魚の群が大挙して押し寄せてくるといった習性があることでも知られている。
日本では、沖縄近海に迷い込んだ例が報告されている。

## 養殖魚としての歴史
主に台湾の食用魚として養殖されている。
サバヒーは産卵期になると、台湾の南部海岸一帯などに稚魚の群が大挙して押し寄せてくるため、その稚魚を捕獲して養殖することが古くから（鄭氏台湾の時代、つまり17世紀頃から）行われてきた。日本統治時代の20世紀初頭には養殖水産物の85%、終戦時から中華民国統治時代初期にあたる1940年代後半には養殖魚の60%近くをサバヒーが占めていたという記録も残っている。現在でも、雲林県、嘉義県、台南県、高雄市など中部から南部にかけての県ではサバヒーの養殖が盛んに行われており、単一の魚種では世界一の養殖量とも言われている。なお、1979年には稚魚の人工孵化にも成功し、1984年から稚魚の量産が行われている。

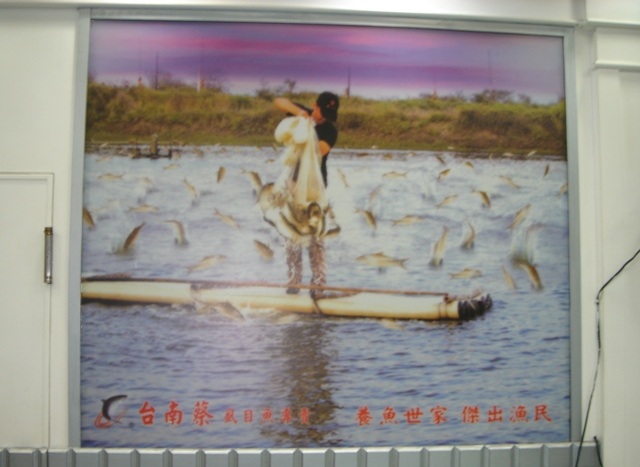
養殖池を紹介したパネル

養殖方法としては、浅水式と深水式の2通りがある。古くから行われてきたのは浅水式の養殖であり、水深30〜50cmの養殖池の中でまず小麦や米ぬかなどを用いてサバヒーの餌となる藻類を培養し、それで幼魚を育てるといった方法が取られる。成長は比較的早く、稚魚の養殖をはじめてから5〜6箇月程で出荷可能な大きさになる。出荷の最盛期は8月である。なお、餌となる藻類の培養のため、かつては養殖池に直接人糞をまいたりしていたこともあった。
浅水式養殖は、養殖方法としては比較的簡便であるが、その一方で気候の変化を受けやすく、冬季に寒波の影響を受けて水温が下がり、養殖魚が大量に死ぬことがあること、単位面積当たりの収穫量が低いことなどの難点もある。このため、近年では水深1.5〜2mの養殖池を用いる深水式の養殖も行われるようになってきた。この方式だと冬季でも水温があまり下がらず、また浅水式に比べて単位面積当たりの収穫量を1.5倍程度にできることなどの利点がある。ただし、池の底まで日光が届かず、餌となる藻類を育てることができないため、この方式による場合には人工飼料の給餌が必要となる。深水式の養殖が盛んなのは高雄市である。
台湾では大衆魚として人気のあったサバヒーも、人々の生活水準の向上に伴って近年は高級魚に押され気味であり、卸値が一斤（約600g）約70元（約210円）前後と、過去の半値近くの値段で取引されている（2015年時点のデータ）。このため、養殖業者の中には、サバヒーの養殖をあきらめて、エビやクロダイなど、高付加価値の魚に切り替える者も多い。
サバヒーは低温に弱く、水温が10℃以下になると被害が出はじめ、8℃以下となるとほとんどが死んでしまう。このため、年によっては寒波の影響で養殖魚が大量に死ぬといった被害が出ることもある。最近では、2004年及び2005年の旧正月頃にそれぞれ200万匹及び100万匹が凍死する被害が出た。通常、サバヒーの値段は比較的安定しているが、そのようなときには値段が高騰することもあり、2000年の冬にもそのような被害の結果、サバヒーの値段が普段の3倍くらいにまで跳ね上がったことが報道された。
なお、台湾以外に、フィリピンなどでもサバヒーの養殖が行われている。日本では食用にはされていないが、近年ではカツオの一本釣りの餌としての養殖が始まっており、良好な結果を得ている。

## 料理方法

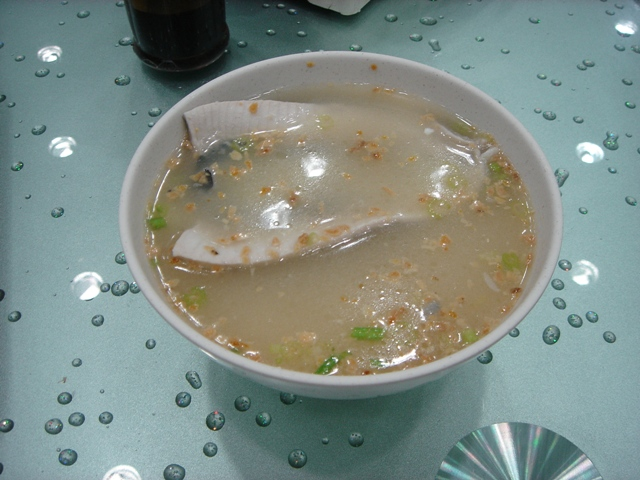
魚肚粥（於「台南蔡虱目魚専賣」）

サバヒーは、台湾（特に中南部）やフィリピン、インドネシアなどの東南アジア諸国ではポピュラーな大衆魚であり、料理方法も国によってさまざまなバリエーションがある。身は淡泊だがぱさぱさしており、小骨が多いといった特徴があるため、台湾では一般にサバヒー粥（虱目魚粥）やサバヒーの肉団子入りスープ（虱目魚丸）などの料理方法で供されることが多い。中でも台南地区のサバヒー粥は特に有名である。
サバヒー粥は、頭を取り小骨を抜いたサバヒーの身または細かく切った切り身を煮込んだものを白飯にのせ、これに煎った小粒のカキと各種薬味(生姜や葱など)とを一緒に煮込んだとろみのあるスープをかけ、刻み葱や海苔を散らして粥として食べるものである（ただし店によってサバヒー以外の具の内容や調理方法は若干異なるようである。身をまるごと使ったものを「虱目魚肚粥」、切り身を使ったものを「虱目魚粥」と呼ぶ）。また、これに油条（中国風の細長い揚げパン）を浸して食べる方法も広く取られている。煮込んだサバヒーの身は、ちょうど脂の乗ったサバを煮込んだような食感であり、味は淡白で日本人の口にも合う。

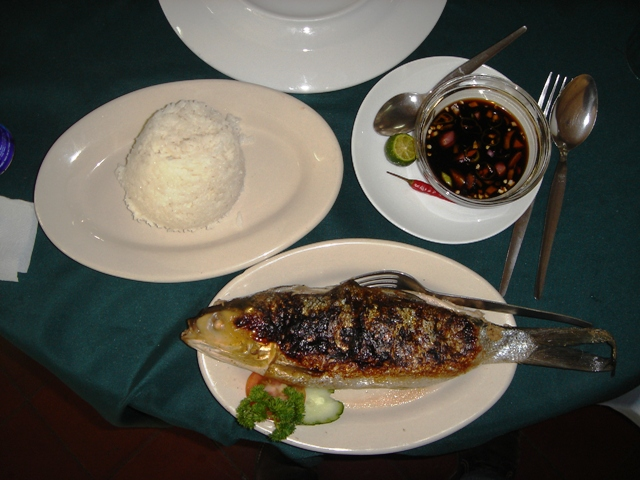
フィリピン、サバヒーの香草焼き

サバヒーの身は傷みやすいため、通常は市場で買い付けたものをなるべく早く新鮮なうちに調理して食べてしまう。一般には朝食の材料として食べられることが多いようである。台南や高雄などには多くのサバヒー粥専門店がいくつもあり、出勤途上にバイクで粥屋に乗りつけた人々が粥をすする姿は台湾南部の朝の風物詩にもなっている。名店は、
- 台南蔡虱目魚専賣（台南市、この店は数少ない24時間営業のサバヒー粥専門店で、市内に5店舗ほどのチェーン店がある）
- 阿憨鹹粥（同、地元では名店）
- 老蔡小吃部（高雄市）
- 府城虱目魚（高雄市）

また、工業的には缶詰や田麩等にも加工されており、台湾ではトマト煮の缶詰がよく売られている。台南には身を練り込んだアイスキャンディーを売っている店がある。
フィリピンでは、サバヒーの腹に香草を詰めて焼く香草焼き、煮物（ココナッツミルク煮やシニガンなど）、揚げ物、燻製、春巻き（ルンピア）などにされる。

## 関連文献
- 足立倫行著『アジア海道紀行』文藝春秋（文庫）1995年、ISBN 4167344033